# Ján Kozák (calciatore 1954)
Ján Kozák (Matejovce nad Hornádom, 17 aprile 1954) è un allenatore di calcio, dirigente sportivo ed ex calciatore cecoslovacco, dal 1993 slovacco, di ruolo centrocampista.
Anche il suo omonimo figlio è stato un calciatore.

## Palmarès

### Giocatore

#### Club
- Coppa di Cecoslovacchia: 3

Lokomotíva Košice: 1976-1977, 1978-1979
Dukla Praga: 1980-1981
- Campionato cecoslovacco: 1

Dukla Praga: 1981-1982

#### Individuale
- Calciatore cecoslovacco dell'anno: 1

1981

### Allenatore
- Campionato Slovacchia: 2

Košice: 1997-1998, 1998-1999
- Coppa di Slovacchia: 1

Košice: 2008-2009